# Lijst van hogeronderwijsinstellingen in Spanje
Hieronder een overzicht van de hogeronderwijsinstellingen in Spanje, gesorteerd naar autonome regio. In Spanje bevinden zich 72 universiteiten (Spaans: universidad, Galicisch: universidade, Catalaans: universitat, Baskisch: unibertsitate). In de regio zijn de instellingen verder alfabetisch gesorteerd op plaatsnaam. Helemaal bovenaan staat een top 10 van de grootste universiteiten van Spanje naar aantal studenten.

## Grootste universiteiten van Spanje
Hieronder een lijst van de 10 grootste universiteiten van het land.
| Plaats                                                                                                | Universiteit                                                       | Studenten |
| --- | ------------------------------------------------------------------ | --------- |
| 1 | UNED (open universiteit, 80 locaties)                              | 164.820   |
| 2 | Complutense-universiteit van Madrid (Madrid)                       | 91.598    |
| 3 | Universiteit van Sevilla (Sevilla)                                 | 73.350    |
| 4 | Universiteit van Barcelona (Barcelona)                             | 62.304    |
| 5 | Universiteit van Granada (Granada)                                 | 56.715    |
| 6 | Universiteit van Baskenland (o.a. Bilbao)                          | 48.132    |
| 7 | Universiteit van Valencia (Valencia)                               | 45.495    |
| 8 | Universiteit van Zaragoza (Zaragoza)                               | 38.000    |
| 9 | Technische Universiteit van Madrid (Madrid)                        | 35.833    |
| 10 | Universiteit van Santiago de Compostella (Santiago de Compostella) | 35.745    |
| Deze lijst geldt enkel als indicatie, de studentenaantallen zijn afkomstig van verschillende bronnen. |                                                                    |           |

## Andalusië
- Universiteit van Almería (Almería)
- Universiteit van Cádiz (Cádiz)
- Universiteit van Córdoba (Córdoba)
- Universiteit van Granada (Granada)
- Universiteit van Jaén (Jaén)
- Universiteit van Málaga (Málaga)
- Universiteit Pablo de Olavide (Sevilla)
- Universiteit van Sevilla (Sevilla)

## Aragón
- Universiteit van Zaragoza (Zaragoza)

## Asturië
- Universiteit van Oviedo (Oviedo)

## Balearen
- Universiteit van de Balearen (Palma)

## Baskenland
- Universiteit van Mondragón (Arrasate)
- Universiteit van Deusto (Bilbao)
- Universiteit van Baskenland (Bilbao)
- Universiteit van Baskenland (Eibar)
- Universidad del País Vasco (Universiteit van Baskenland) - Leioa
- Universiteit van Deusto (San Sebastián)
- Universiteit van Baskenland (San Sebastián)
- Universiteit van Baskenland (Vitoria-Gasteiz)

## Canarische Eilanden
- Universiteit van Las Palmas de Gran Canaria (Las Palmas de Gran Canaria)
- Universiteit van La Laguna (San Cristóbal de La Laguna)

## Cantabrië
- Universiteit van Cantabrië (Santander)
- Universiteit van Cantabrië (Torrelavega)
- Internationale Universiteit Menéndez Pelayo (Santander)

## Catalonië
- Universiteit van Barcelona (Barcelona)
- Universiteit Abat Oliba CEU (Barcelona)
- Autonome Universiteit van Barcelona (Barcelona)
- Internationale Universiteit van Catalonië (Barcelona)
- Polytechnische Universiteit van Catalonië (Barcelona)
- Open Universiteit Catalonië (Barcelona)
- Universiteit Pompeu Fabra (Barcelona)
- Universiteit Ramon Llull (Barcelona)
- Universiteit van Girona (Girona)
- Universiteit van Lleida (Lleida)
- Universiteit Rovira i Virgili (Tarragona)
- Universiteit van Vic (Vic)

## Extremadura
- Universiteit van Extremadura (Badajoz)
- Universiteit van Extremadura (Cáceres)

## Galicië
- Universiteit van A Coruña (A Coruña)
- Universiteit van Santiago de Compostella (Santiago de Compostella)
- Universiteit van Vigo (Vigo)

## Castilië-La Mancha
- Universiteit van Castilië-La Mancha (Albacete)
- Universiteit van Castilië-La Mancha (Ciudad Real)
- Universiteit van Castilië-La Mancha (Cuenca)
- Universiteit van Castilië-La Mancha (Toledo)

## Castilië en León
- Katholieke Universiteit van Ávila (Ávila)
- Universiteit van Burgos (Burgos)
- Universiteit van León (León)
- Universiteit van Salamanca (Salamanca)
- Pauselijke Universiteit Salamanca (Salamanca)
- Europese Universiteit Miguel de Cervantes (Valladolid)
- Universiteit van Valladolid (Valladolid)

## La Rioja
- Universiteit van La Rioja (Logroño)

## Madrid
- Universiteit van Alcalá (Alcalá de Henares)
- Schiller International University (Madrid)
- Real Conservatorio Superior de Música de Madrid (Madrid)
- Autonome Universiteit van Madrid (Madrid)
- Universiteit Antonio de Nebrija (Madrid)
- Universiteit Carlos III van Madrid (Madrid)
- Complutense-universiteit van Madrid (Madrid)
- Europese Universiteit van Madrid (Madrid)
- Universidad Politécnica de Madrid (Madrid)
- Pontificale Universiteit Comillas (Madrid)
- Universiteit Rey Juan Carlos (Móstoles)

## Murcia
- Technische Universiteit van Cartagena (Cartagena)
- Conservatorio Superior de Música "Manuel Massotti Littel" (Murcia)
- Katholieke Universiteit San Antonio van Murcia (Murcia)
- Universiteit van Murcia (Murcia)

## Navarra
- Universiteit van Navarra (Pamplona)
- Openbare Universiteit van Navarra (Pamplona)

## Valencia
- Universiteit Jaume I van Castellón (Castellón de la Plana)
- Universiteit Miguel Hernánde (Elx)
- Universiteit van Alicante (San Vicente del Raspeig)
- Universiteit van Valencia (Valencia)
- Conservatorio Superior de Música "Joaquin Rodrigo" (Valencia)
- Universiteit Cardenal Herrera (Valencia)
- Technische Universiteit Valencia (Valencia)